# 艾維·蒂斯
艾維·提斯（法語：Hervé This，法語發音：[tis]；1955年6月5日—），博士，現任法國國家食品及農業局高級研究員；他是一名分子美食物理學家，有「分子美食之父」、「分子美食精神之父」之稱。

## 簡歷
艾維·提斯於巴黎高等理工化工學校（École supérieure de physique et de chimie industrielles de la ville de Paris）獲得文憑證書，及後於巴黎第四大學就讀現代文學課程。艾維·提斯於巴黎第七大學獲得分子及物理美食（La gastronomie moléculaire et physique）物理化學博士學位。
艾維·提斯在1980年和匈牙利物理學家柯蒂·尼古拉斯（Kürti Miklós）提出了「分子及物理美食學（Molecular and Physical Gastronomy）」理論，並開始就這個理論進行研究。艾維·提斯曾於1980年代至2000年於貝蘭出版公司（Éditions Belin）及一本法國科學雜誌《為了科學》（Pour la Science）等任職編輯及總編輯。1992年， 艾維·提斯和柯蒂·尼古拉斯在意大利西西里組織了一個國際工作坊，因而開創由專業廚師和科學教授共同研究食物原理的先河；當柯蒂·尼古拉斯於1998年離世後，艾維·提斯把理論的名稱修正為「分子美食學（Molecular Gastronomy）」。艾維·提斯現擔任法國國家食品及農業局高級研究員及相關職務。

## 研究發現
對於艾維·提斯的研究，很多人都誤會他只是為了如何創作古怪菜式而不知他是做實驗。例如，他發現當攪拌蛋白後加以少量的冷水後，將會自然產生大概1立方米（35立方英尺）的泡沫。艾維提斯還發現在非常高的溫度下煎牛排時，牛排裡面的水分會隨著烹調時間而蒸發；同時，牛排的肉汁在烹調時隨著水分蒸發，肌肉內的纖維也會在空隙之中自然流失。

## 榮譽
艾維·提斯得到過很多獎項及榮譽，例如法國廚師協會名譽會員、法國烹調學院名譽會員等等。

## 著作
艾維·提斯曾出版過很多書籍，其中包括幾本可供對化學只有很少以至沒有認識的人士閱讀的通俗讀物。到目前為止，僅有四本出版物被翻譯成英文版本。他亦透過《為了科學》雜誌向外介紹分子美食的理論。雖然艾維·蒂斯以物理化學為他研究的主要焦點，但他亦很注重於烹調時的情緒。正如他的一本書的書名顯示的：《烹調是愛、藝術及技術》。

## 外部連結
- 科學煮意 解構老火湯 好牛扒秘方 （页面存档备份，存于） （繁體中文）
- Hervé This博客 （页面存档备份，存于） （法文）
- La gastronomie moléculaire （页面存档备份，存于）（法文）
- Fondation Science & Culture Alimentaire （页面存档备份，存于） （法文）
- Cours de gastronomie moléculaire （法文）
- Molecular Gastronomy Seminar with Hervé This （英文）